# Mstsislaw
Mstsislaw (en biélorusse : Мсціслаў ; en alphabet lacinka : Mscislaŭ), Mstislav (en russe : Мстислав) ou Mstislavl (en russe : Мстиславль), est une ville de la voblast de Moguilev, en Biélorussie, et le centre administratif du raïon de Mstsislaw. Sa population s'élevait à 10 370 habitants en 2017. La ville est parfois surnommée la « petite Vilnius », ou la « Souzdal biélorusse ».

## Géographie
Mstsislav est située dans la vaste plaine nord-européenne et est arrosée par la Soj, qui prend sa source non loin de là, en Russie, et arrose également Gomel, deuxième ville biélorusse. Elle se trouve près de la frontière avec la Russie, à 92 km à l'est de Moguilev et à 273 km à l'est de Minsk.

## Histoire

Symboles héraldiques de Mstsislaw
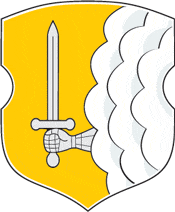
Blason historique de la ville, 1634
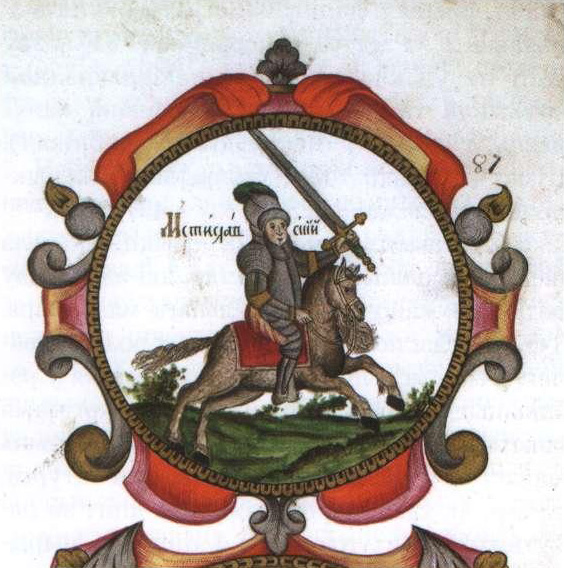
Blason de la principauté de Mstsislaw, 1672
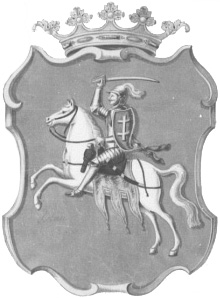
Blason de la voïvodie de Mstsislaw, 1720
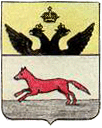
Blason de la ville à l'époque de l'Empire russe, 1781

### Moyen Âge
La ville médiévale était composée du château seigneurial entouré d'un rempart et d'un fossé ainsi que d'une petite bourgade avoisinante. En 1980 puis en 2014, des documents sur écorce de bouleau datant de cette époque ont été découverts à Mstsislaw,.
Mstsislaw aurait été fondée en 1135 par le prince Rostislav Ier et nommée en l'honneur de son père, Mstislav Ier, pendant la colonisation slave du nord-est de la Russie. Cependant, la ville n'est mentionnée pour la première fois que dans une chronique de 1156 ; comme pour la plupart des villes biélorusses, sa première mention écrite fait donc office de sa date de fondation. Primitivement incluse dans la principauté de Smolensk, elle prit son indépendance en 1180 et devint alors capitale de la principauté de Mstsislaw (en), qui englobait à cette période les actuels raïons de Mstsislaw, de Tcherykaw et de Tchavoussy, ainsi que les villes de Radoml et Riasna. À la mort du prince David de Smolensk, son petit-fils Mstislav Romanovitch est reconnu prince de Smolensk et annexe la principauté de Mstsislaw à celle de Smolensk.
En 1359, Olgierd, grand-duc de Lituanie, s'empare de Mstsislaw. La ville échoit alors au grand-duché de Lituanie, qui devint rapidement une des premières puissances et un des plus vastes pays européens.
En 1386, profitant de l'absence du prince et de ses principaux seigneurs partis assister au couronnement du grand-duc Ladislas II Jagellon, Sviatoslav, prince de Smolensk, assiège Mstsislaw pendant onze jours, mais ne parvient pas à prendre la ville. Les troupes lituaniennes menées par les frères de Ladislas, Skirgaila et Vytautas, lèvent le siège au terme de la bataille de la Vikhra (en). Sviatoslav est tué et ses fils sont capturés. Le prince Lengvenis, fils d'Olgierd, mène les troupes de Mstsislaw et de Smolensk lors de la bataille de Grunwald contre les chevaliers de l'ordre Teutonique. C'est aussi lui qui ordonne la construction du monastère de Poustynki (ru), aux environs de Mstsislaw, dont les ruines, aujourd'hui restaurées, servent de lieu de pèlerinage. Il est le fondateur de la dynastie des Mstislavski (ru).
En 1514, le prince Mikhaïl Mstislavski joint ses troupes aux forces moscovites qui affrontent les armées alliées du grand-duché de Lituanie et du royaume de Pologne lors de la bataille d'Orcha. Défait, Mikhaïl est contraint de se réfugier à Moscou. À la suite de cet épisode, la principauté de Mstsislaw passe sous la protection du grand-duché de Lituanie.
En 1569, l'Union de Lublin consacre l'unification de la Lituanie et du royaume de Pologne : Mstsislaw devient chef-lieu de voïévodie.
En 1634, Ladislas IV Vasa, souverain de la république des Deux Nations, accorde à la ville de droit de Magdebourg ainsi qu'un blason.
En 1654, après la prise de Smolensk par les troupes du tsar Alexis, le boyard Alexeï Troubetskoï s'empare de Mstsislaw.

### Temps modernes
Le 30 août 1708, au village de Dobroïe, non loin de Mstsislaw, les Suédois sont vaincus lors de la bataille de Malatitze (en).
En 1772, la république des Deux Nations est démembrée et Mstsislaw est incorporée au gouvernement de Moguilev, dans l'Empire russe.
En 1778, un nouveau plan de la ville, basé sur une disposition orthogonale des rues et un système de places, est dessiné et approuvé. Un palais de bois est construit en 1787 (il brûlera en 1858) et une école en 1789.
En 1781, Mstsislaw reçoit un nouveau blason.
La ville est mise à sac lors de la campagne de Russie de 1812.
En 1858, un grand incendie détruit plus de 500 constructions.

### XXesiècle
Selon le recensement de l'Empire russe de 1897, la ville compte 8 514 habitants (62 % d'illettrés), dont 5 072 Juifs, 2 833 Biélorusses, 475 Russes et 108 Polonais. On y retrouve aussi une tannerie, une briqueterie, une brasserie et d'autres petites entreprises, ainsi que trois écoles et trois hôpitaux.
Au début du XXe siècle, la ville comporte 1048 habitations (dont 25 en brique), un lycée pour filles et un pour garçons, deux bibliothèques, une maison d'édition, trois monastères, trois églises orthodoxes et une catholique, une synagogue, un hôpital et une pharmacie.
En 1919, Mstsislaw est rattachée au gouvernement de Smolensk de la RSFS de Russie, puis, en 1924, à la république socialiste soviétique de Biélorussie.
En 1939, la ville compte environ 10 500 habitants, dont 2 067 Juifs, soit 20 pour cent de la population. L'armée allemande occupe la ville en juillet 1941. Au début d'octobre 1941, ils assassinent 30 personnes âgés juives. Le 15 octobre 1941, en collaboration avec la police locale, de 850 à 1 300 Juifs sont exécutés dans le cadre de ce qu'on appellera la Shoah par balles. À sa libération, le 28 septembre 1943, la ville est Judenfrei.
Après la guerre, un petit obélisque est érigé sur le lieu du massacre, avec une inscription commémorant « l'exécution sauvage de la population juive de la ville de Mstsislaw ». Peu de temps après, l'obélisque est retiré. Il n'est remplacé qu'en 2005 par une plaque commémorative (qui ne fait cette fois plus mention de la qualité juive des victimes),. En 2011, pour le 70e anniversaire de la tragédie, une nouvelle inscription est ajoutée : « À cet endroit, le 15 octobre 1941, des bourreaux fascistes ont sauvagement tué 1 300 Juifs, puis entre 1941 et 1943, 168 Biélorusses et 35 Tsiganes, pour la plupart des femmes, des enfants et des vieillards. »

## Population
Recensements (*) ou estimations de la population :
| 1825  | 1855  | 1880  | 1897* | 1911   | 1923* | 1926* |
| ----- | ----- | ----- | ----- | ------ | ----- | ----- |
| 3 492 | 6 478 | 7 712 | 8 514 | 16 181 | 8 874 | 8 085 |

| 1939* | 1943  | 1959* | 1970* | 1979*  | 1989*  | 1999*  |
| ----- | ----- | ----- | ----- | ------ | ------ | ------ |
| ?     | 3 512 | 8 052 | 9 728 | 10 164 | 11 230 | 11 800 |

| 2009*  | 2012   | 2013   | 2014   | 2015   | 2016   | 2017   |
| ------ | ------ | ------ | ------ | ------ | ------ | ------ |
| 10 804 | 10 644 | 10 596 | 10 541 | 10 437 | 10 376 | 10 370 |

## Culture
La ville doit son renom sur le plan culturel aux carrelages de céramique créés par les maîtres artisans des XVe – XVIIe siècles, parmi lesquels Stepan Poloubes (ru).
Dans l'église des Carmélites sont conservées des fresques de style baroque du milieu du XVIIIe siècle, dont la « Prise de Mstsislaw par les troupes moscovites en 1654 » et le « Massacre des prêtres ».
L'écrivain Ouladzimir Karatkievitch a consacré un essai à la ville, sobrement intitulé Mstsislaw.
Mstsislaw abrite aujourd'hui le musée archéologique et historique de la ville, ouvert au public depuis 1995.

## Patrimoine

### Église de l'Assomption de la Vierge Marie
L'église de l'Assomption de la Vierge Marie, aussi connue sous le nom d'église des Carmélites car rattachée au monastère des carmélites voisin, est une église catholique construite et consacrée en 1637. Le monastère, quant à lui, date du début du xviie siècle. En 1654, lors de la prise de Mstsislaw par les troupes moscovites, les carmélites sont toutes massacrées : les deux fresques centrales de l'église sont consacrées à cet épisode : « La prise de Mstsislaw par les troupes moscovites en 1654 » et « Le Massacre des prêtres ». L'église est restaurée entre 1746 et 1750 par Johann Christoph Glaubitz : couronnement des tours, décoration de la façade, changement de la forme du toit.
Le style architectural de l'église est tantôt qualifié de baroque ou de rococo, tantôt de baroque de Vilnius. L'église est composée de trois nefs d'environ neuf mètres chacune, séparées les unes des autres par deux rangées de trois colonnes. Une abside en forme de pentaèdre surplombe la nef centrale, bordée par une chapelle adjacente. L'attraction principale de l'intérieur de l'église est un ensemble de vingt fresques du xviie siècle, assez bien conservées compte tenu de l'état général déplorable de l'église. Des travaux importants ont récemment été entrepris, mais ont été interrompus faute de financement. Ils devraient reprendre et se terminer en 2016.

Galerie
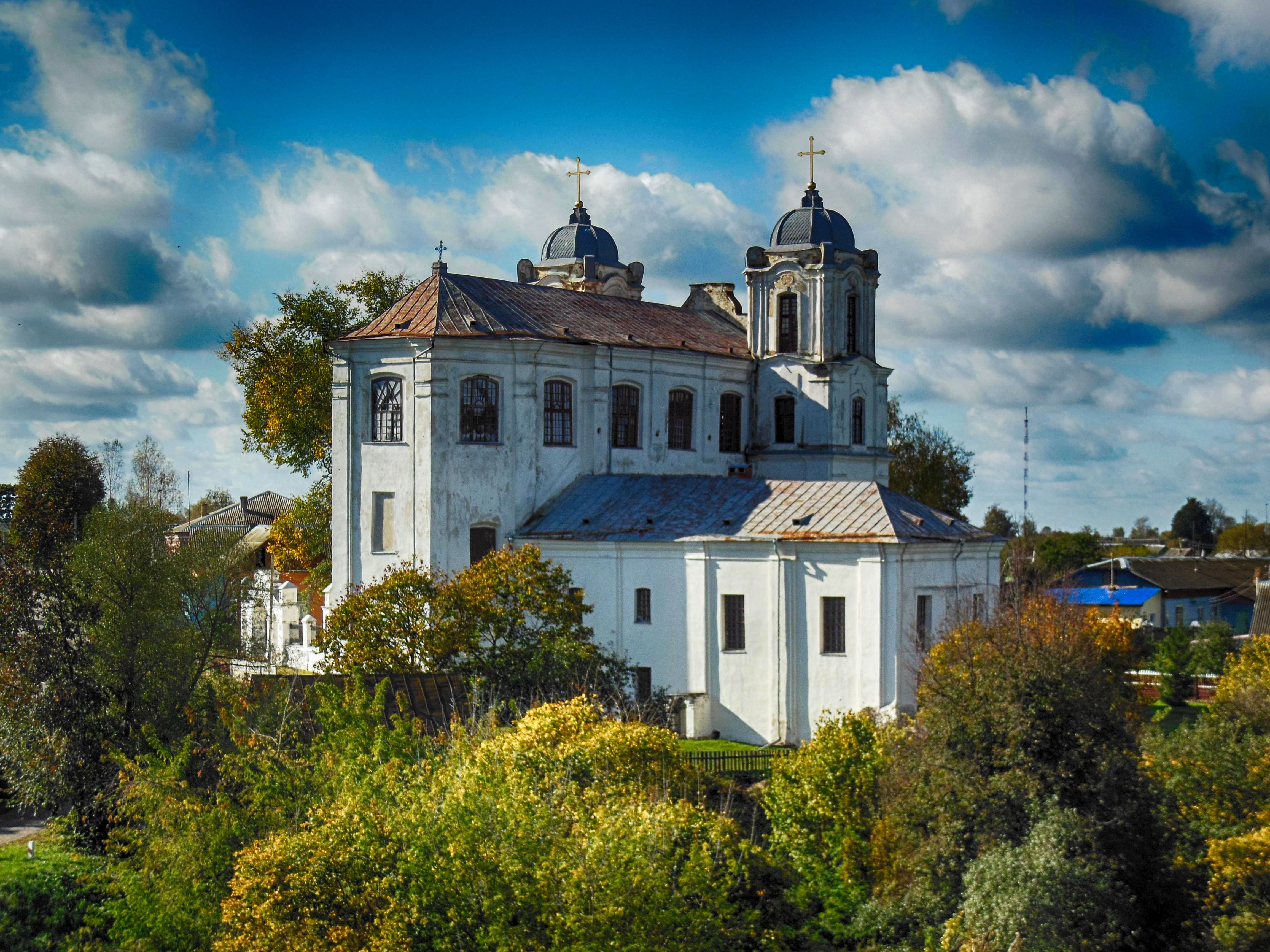
Vue d'ensemble
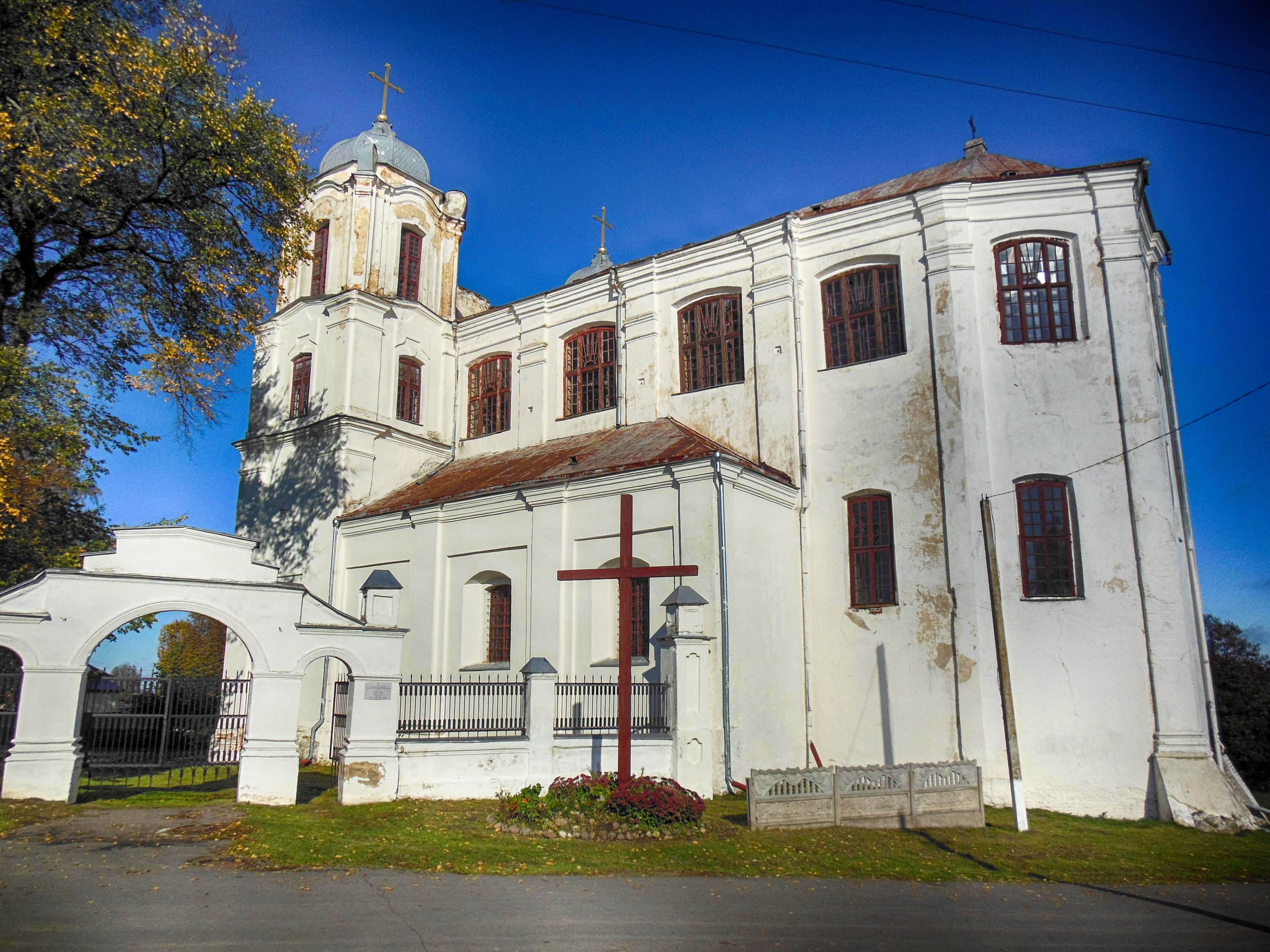
Vue de côté
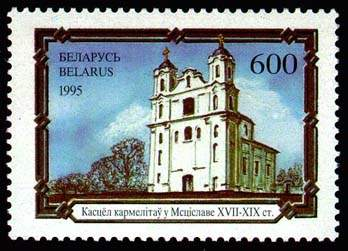
Église des Carmélites sur un timbre de 1995
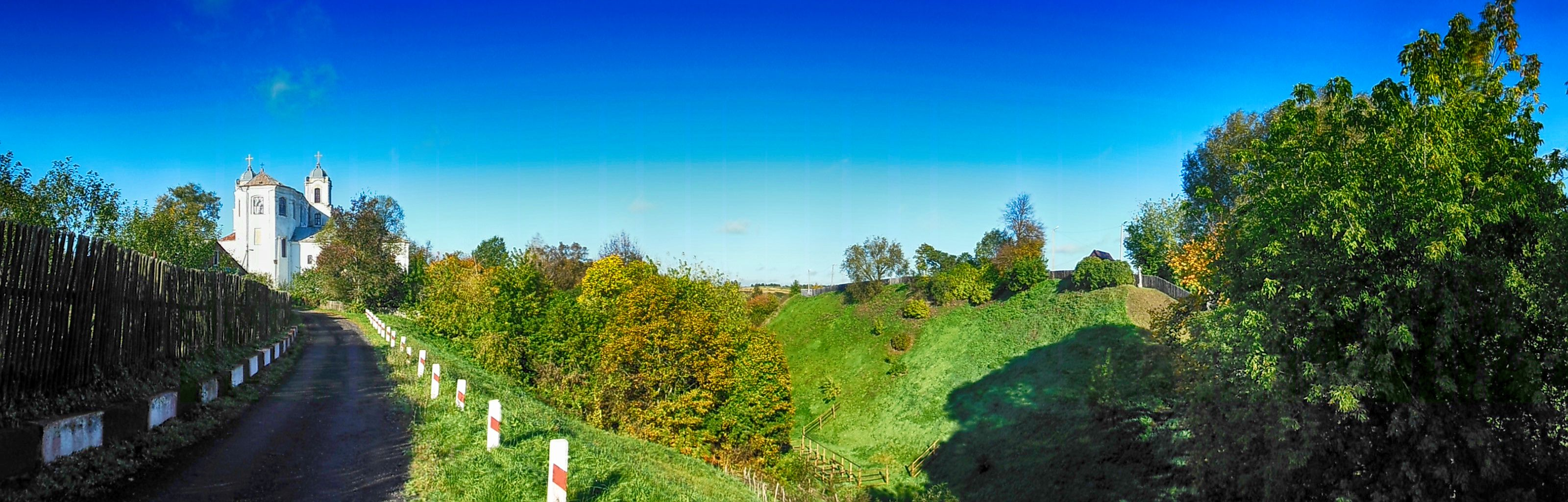
Vue de loin
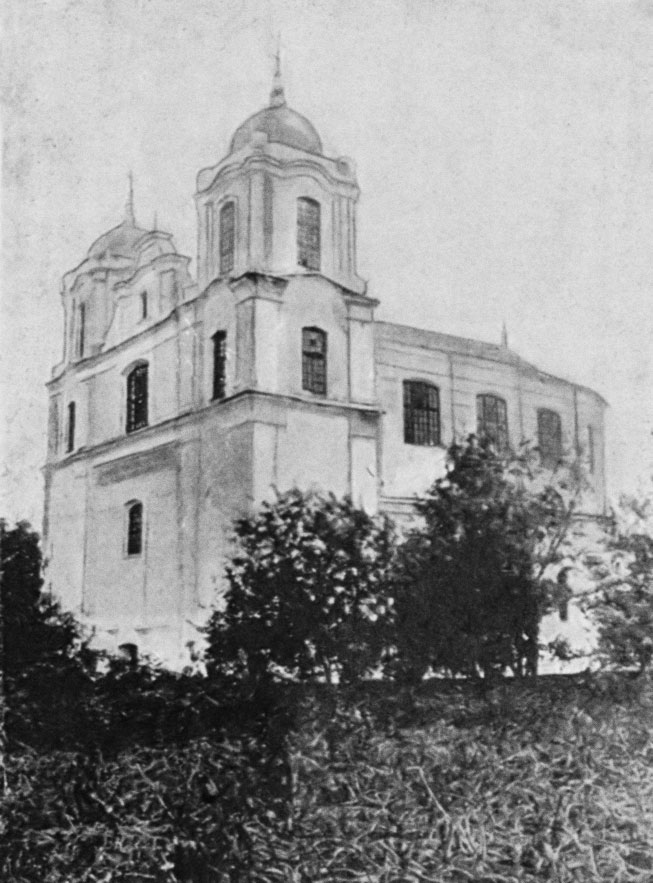
L'église en 1913
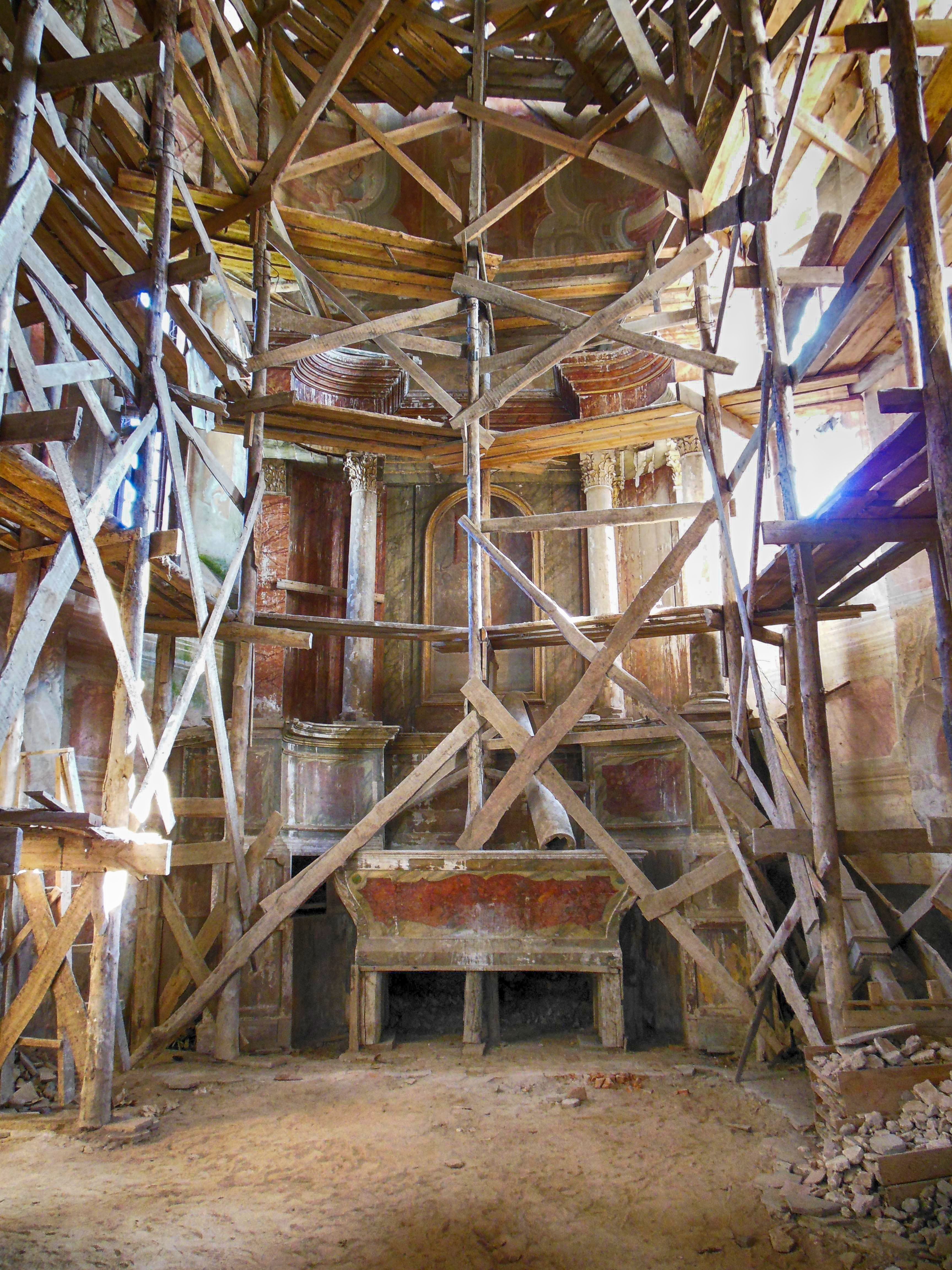
L'église en travaux
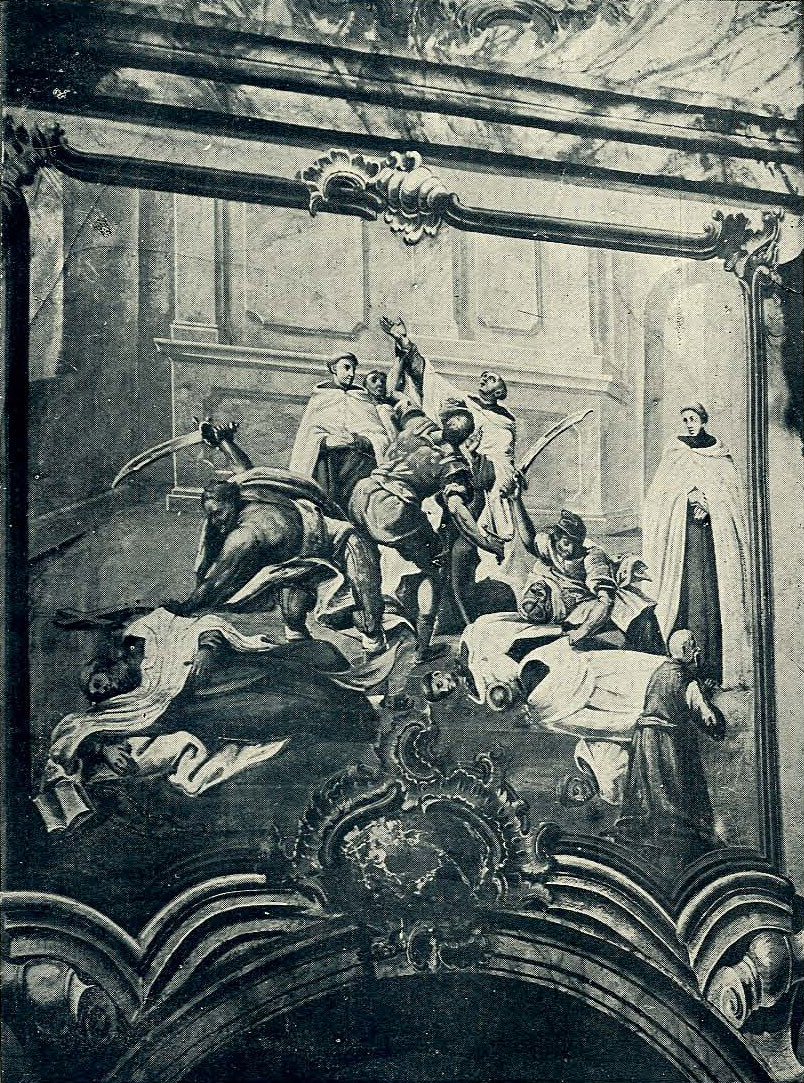
« Le Massacre des prêtres »
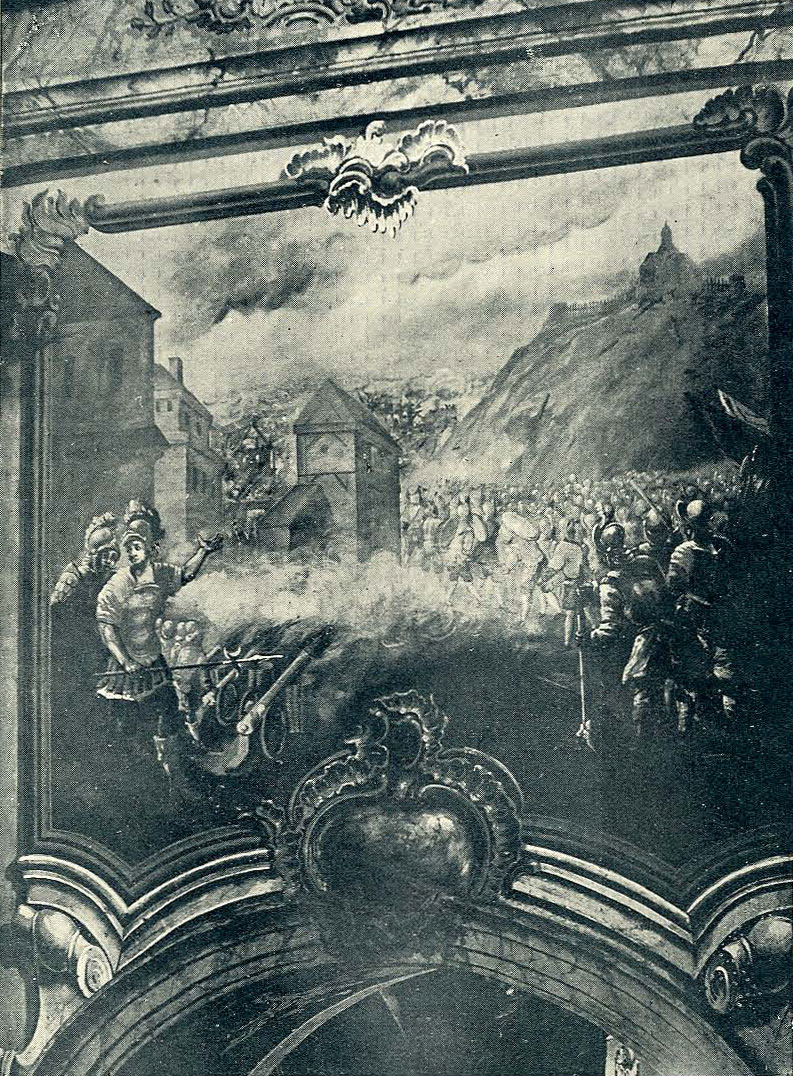
« La prise de Mstsislaw par les troupes moscovites en 1654 »

### Église de l'Archange Michel et monastère des jésuites
Le monastère jésuite et ses dépendances sont fondés au début du xviie siècle sur ordre du roi Sigismond III de Pologne. Le collège, quat à lui, date de 1711. Enfin, l'église de l'Archange Michel est construite entre 1730 et 1738. Après la suppression de la Comagnie de Jésus en 1820, l'église devient paroissiale. Dans la première moitié du XIXe siècle, elle devient la cathédrale Saint-Nicolas, tout comme le monastère devient le monastère Saint-Nicolas. Entre 1841 et 1842, des travaux de rénovation sont entrepris dans les bâtiments du collège. En 1909, c'est l'église qui est rénovée. L'église est à moitié détruite lors de la Seconde Guerre mondiale. Après 1945, les autorités soviétiques la réparent partiellement et la transforment en maison de la culture. Elle est aujourd'hui en réparation.

Galerie
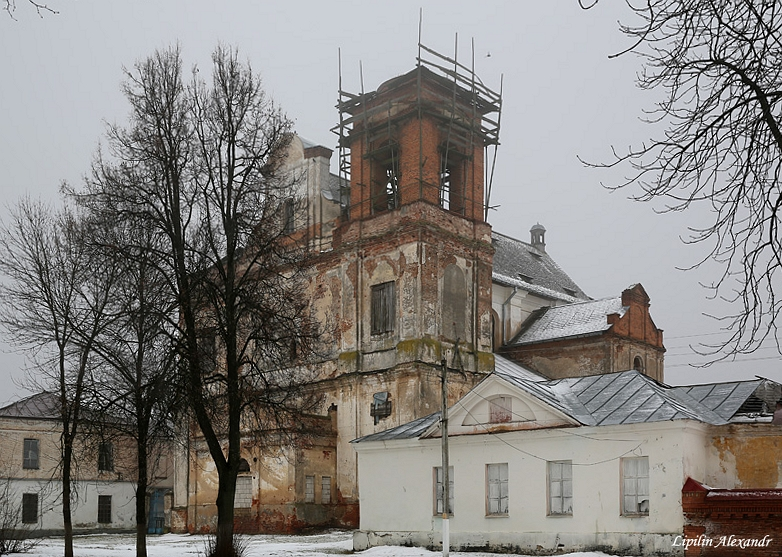
La façade en travaux
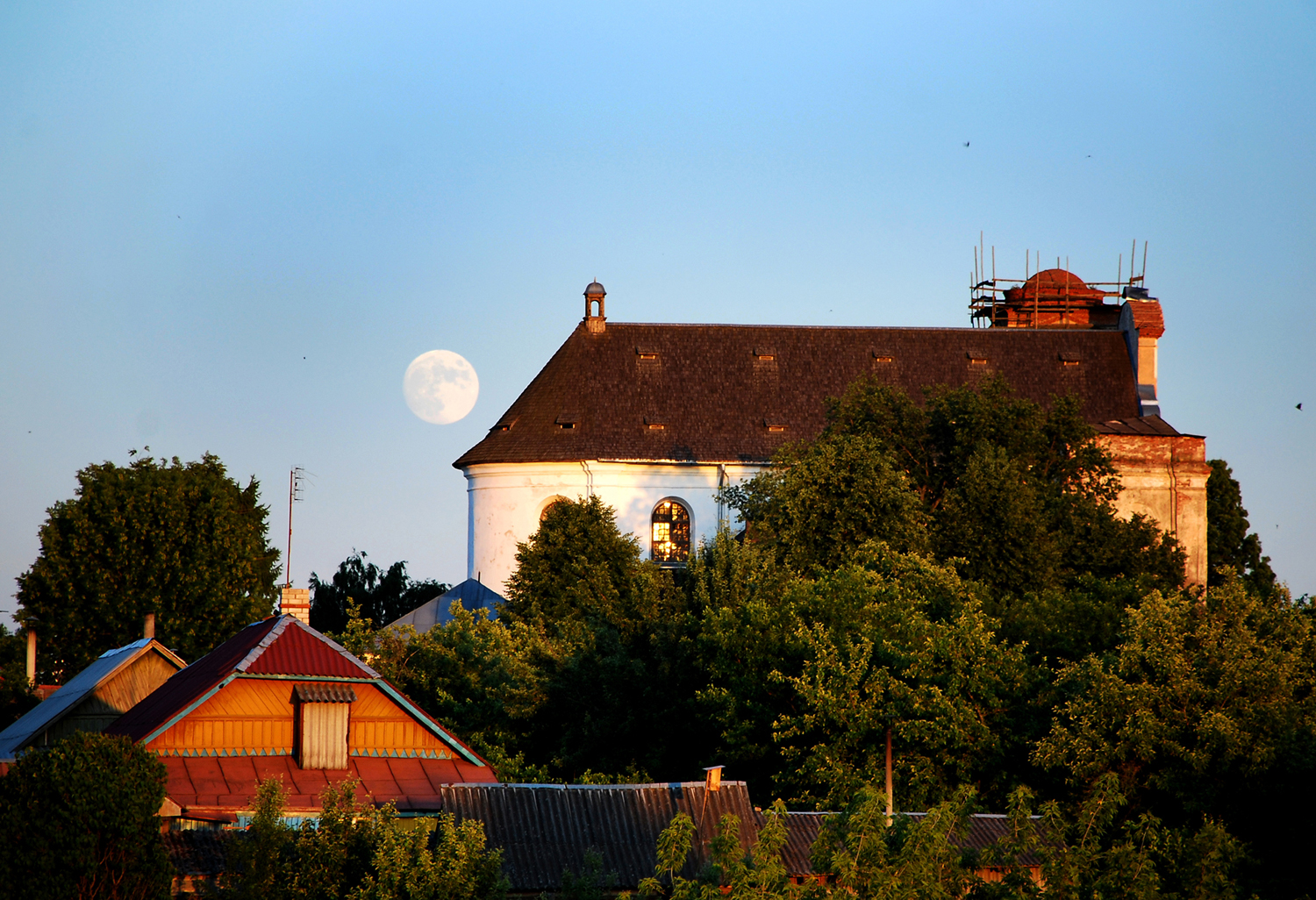
Vue de loin
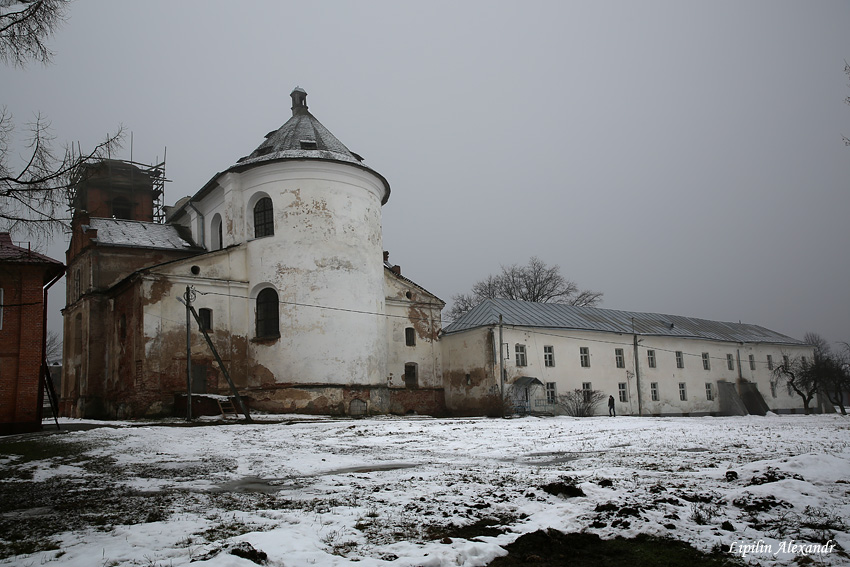
L'église et le monastère
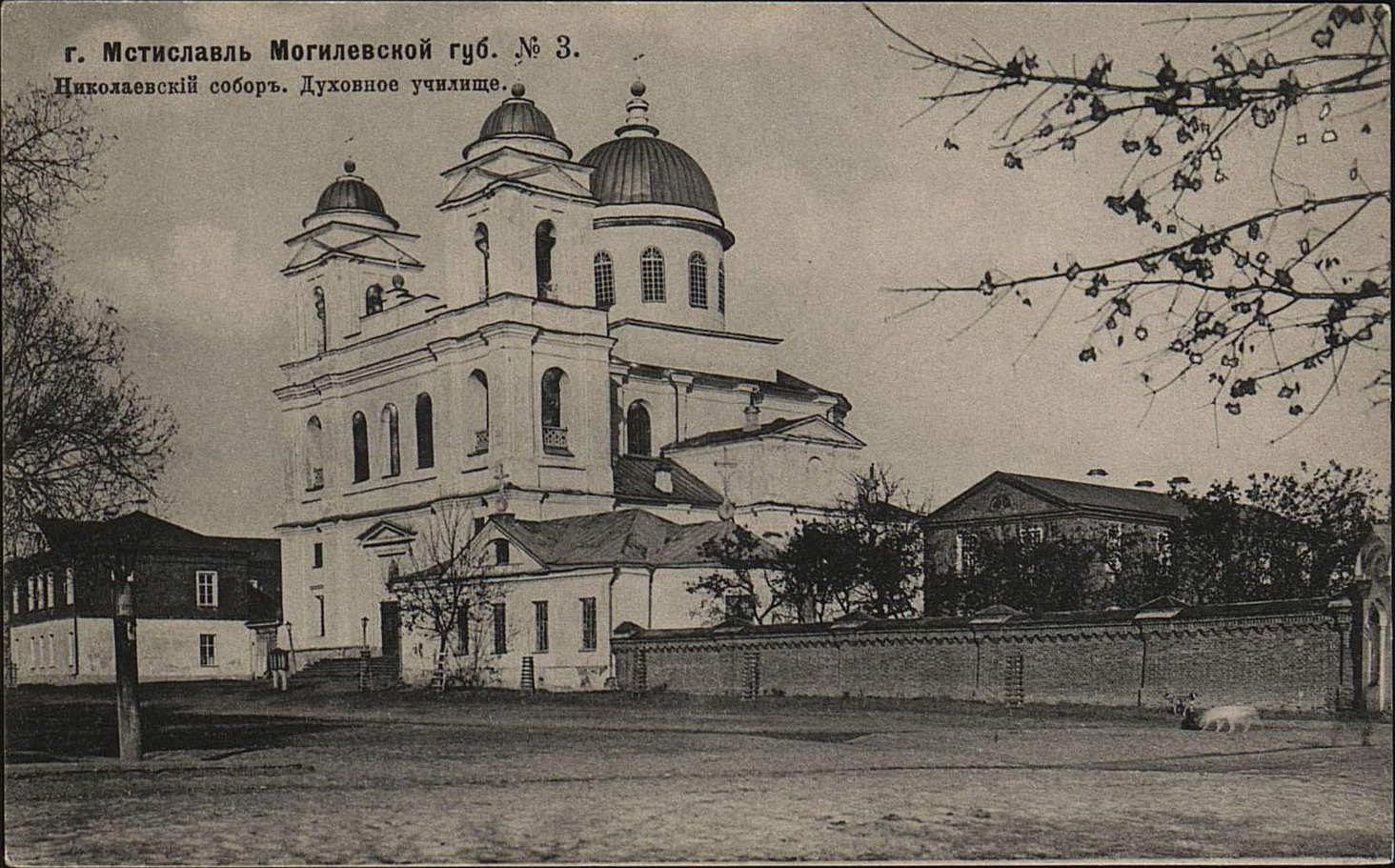
La cathédrale au début du xxe siècle

### Cathédrale Saint-Alexandre-Nevski
En 1727, un monastère bernardin est construit à Mstsislaw à l'emplacement de l'anciennee église orthodoxe Saint-Athanase, déplacée ailleurs dans la ville. En même temps est construite l'église catholique en bois qui lui est rattachée, l'église de la Nativité-de-Marie. Elle est remplacée en 1775 par une église en pierre. Le monastère est fermé en 1831 et confié à l'Église orthodoxe, l'église catholique est quant à elle donnée aux paroissiens de l'église Saint-Athanase. L'église brûle en 1858. Plutôt que de la réparer, il est décidé de construire une nouvelle église, cette fois orthodoxe,. Elle est érigée en 1870,. De style néo-russe, elle est cette fois faite de briques. En 1895, en l'honneur du couronnement de l'empereur Nicolas II, une icône Notre-Dame Porte du Ciel est achetée par Moscou et confiée à la cathédrale Saint-Alexandre-Nevski de Mstsislaw.

Galerie
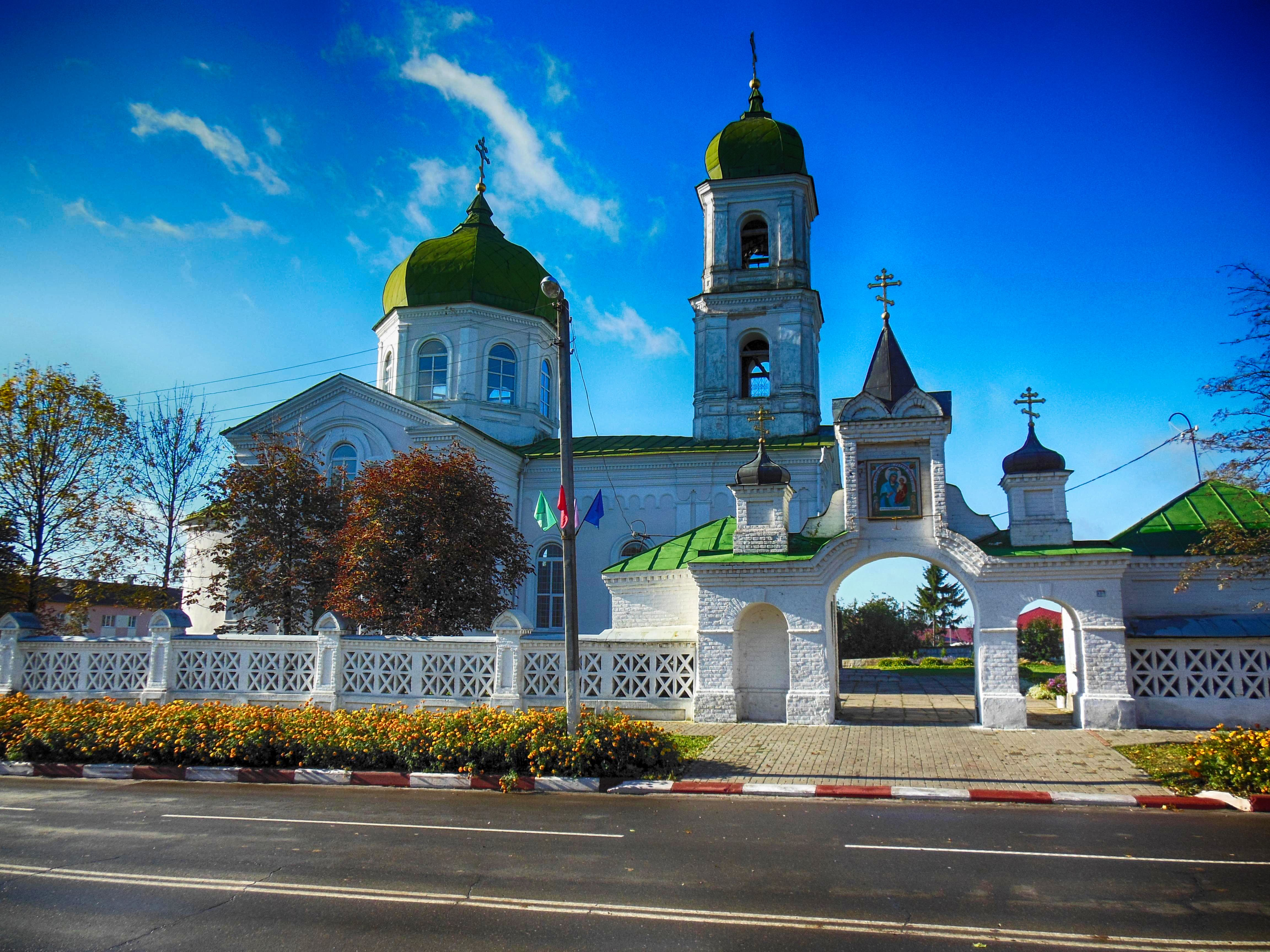
Vue de la rue
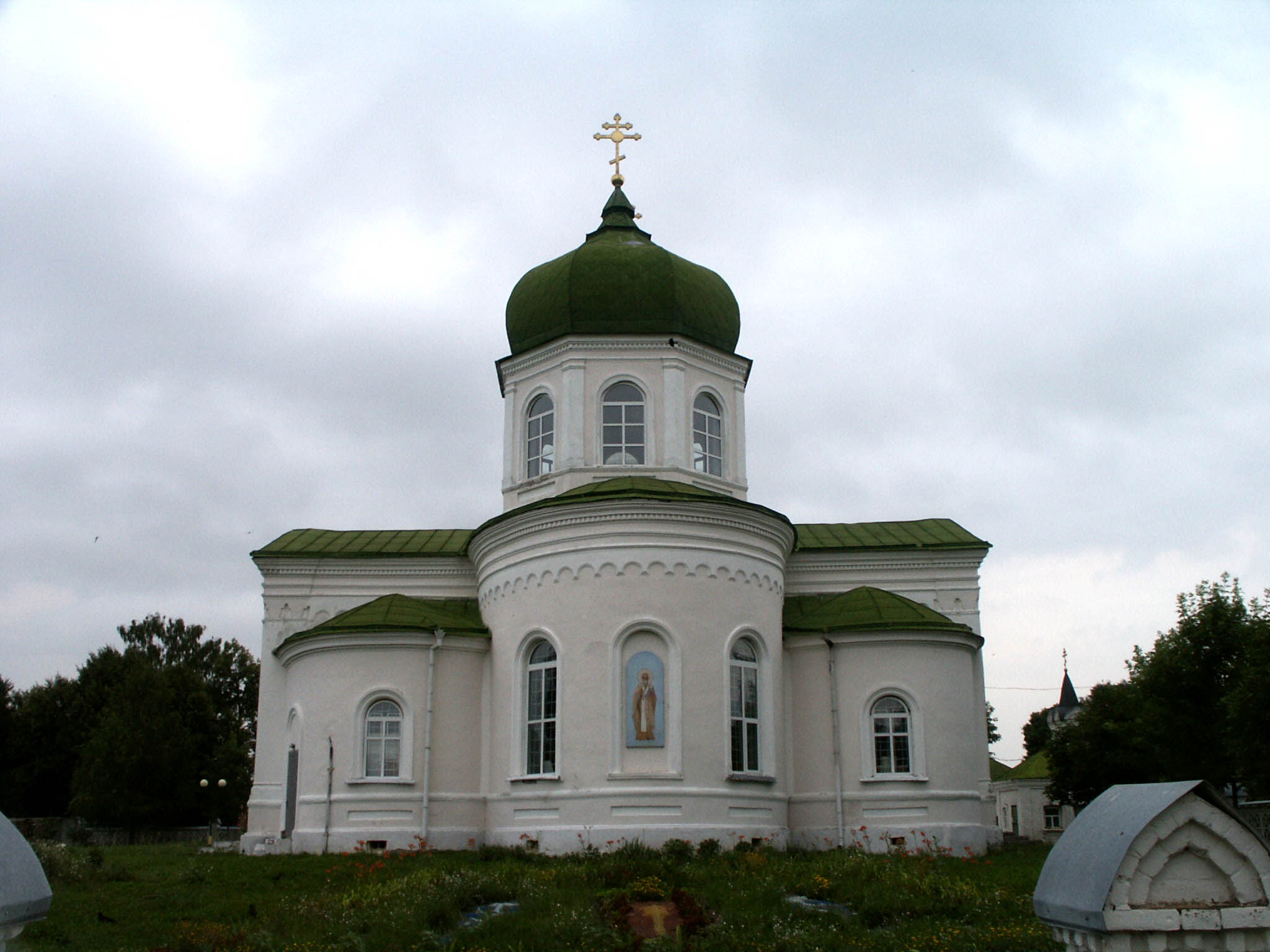
Vue de derrière
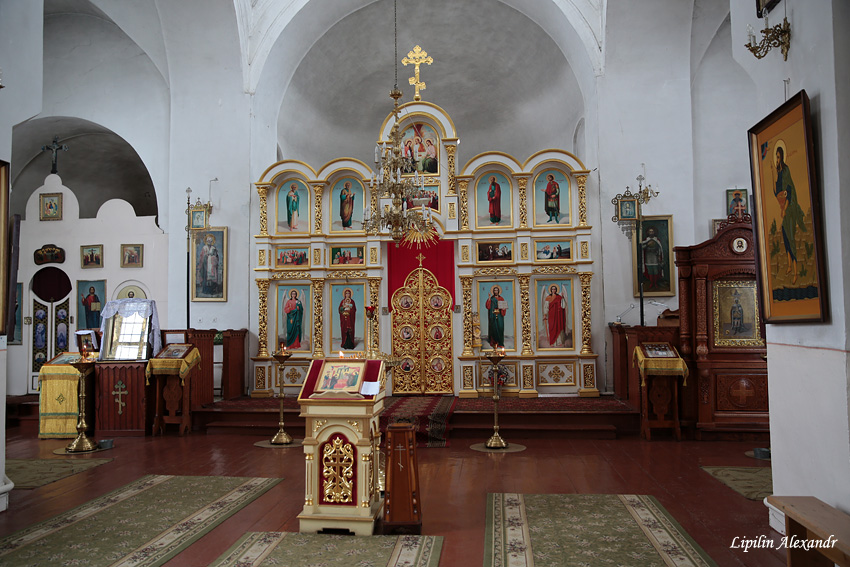
Intérieur
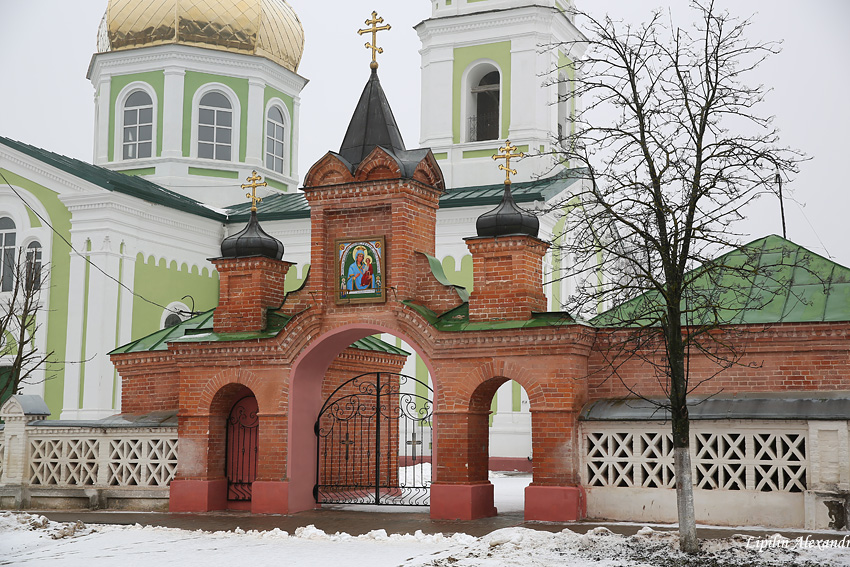
Entrée
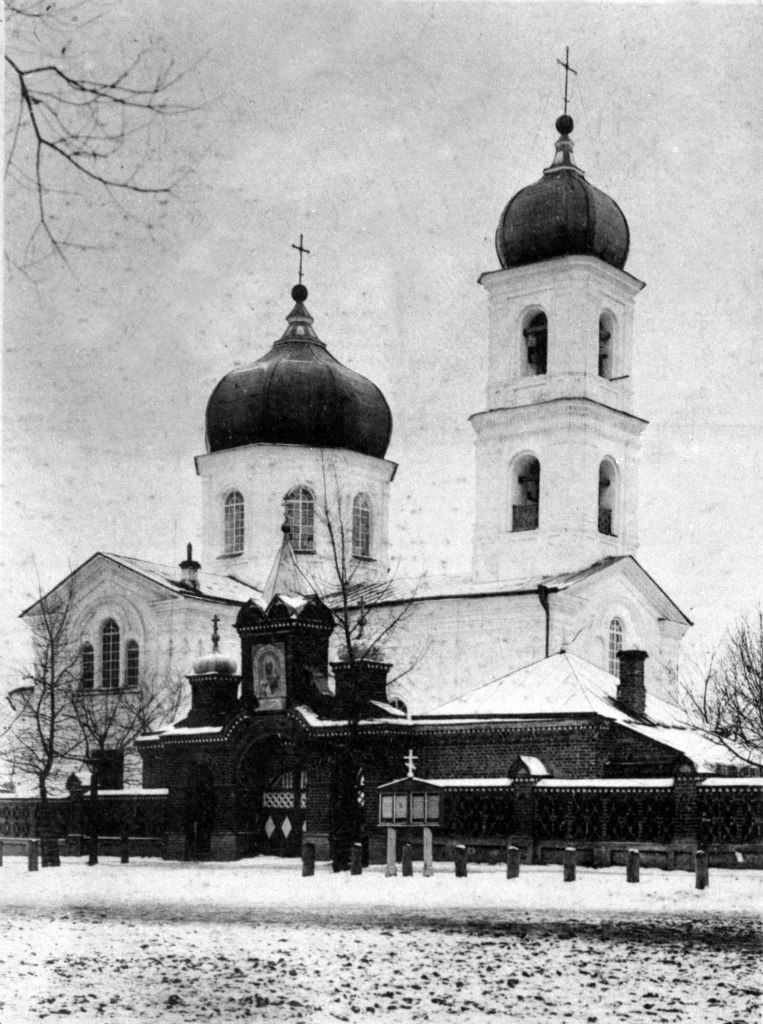
Photo d'archives du début du xxe siècle

### Autres bâtiments
Mstsislaw possède également d'autres églises : l'église de la Transfiguration, l'église de l’Exaltation de la Sainte-Croix et l'église de la Sainte-Trinité.

Galerie
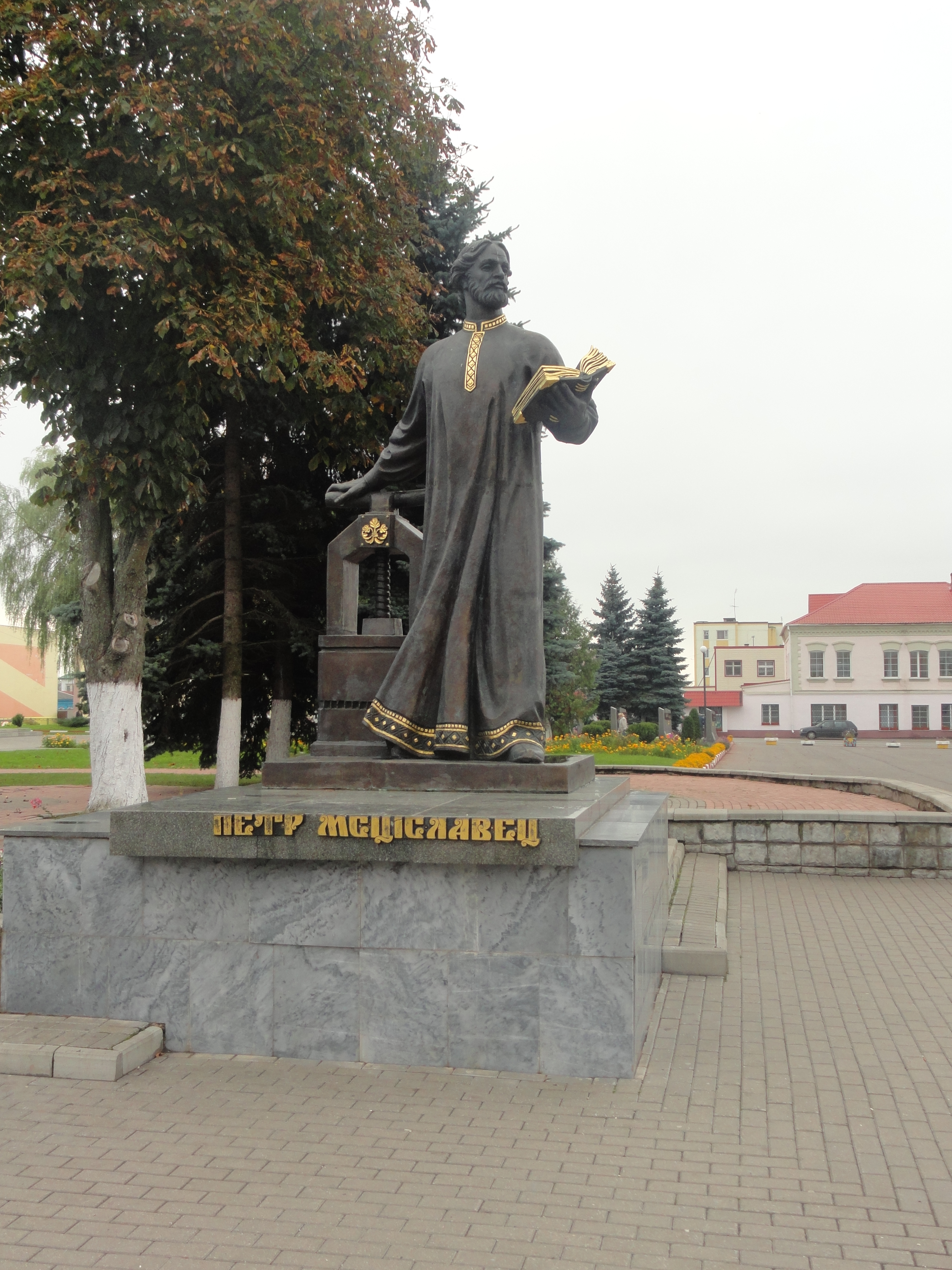
Statue de Piotr Mstislavets
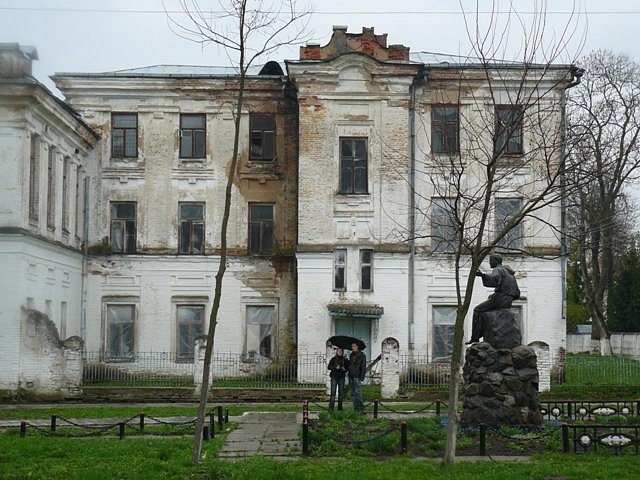
Autre statue de Piotr Mstislavets

- Église de la Transfiguration
- Église de l’Exaltation de la Sainte-Croix
- Église de la Sainte-Trinité

La ville renferme aussi deux statues en l'honneur de l'imprimeur Piotr Mstislavets (ru).

Galerie
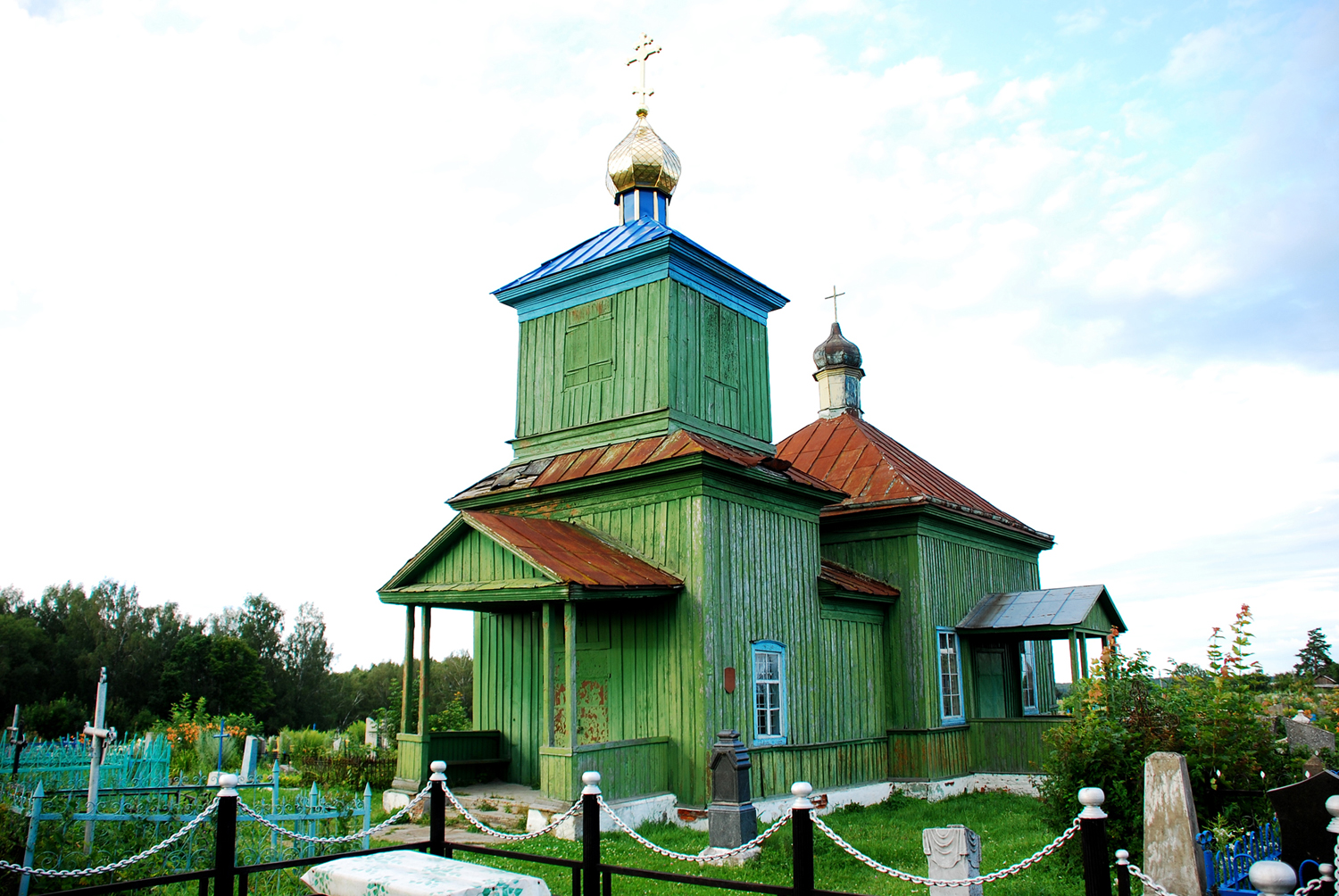
Église de la Transfiguration
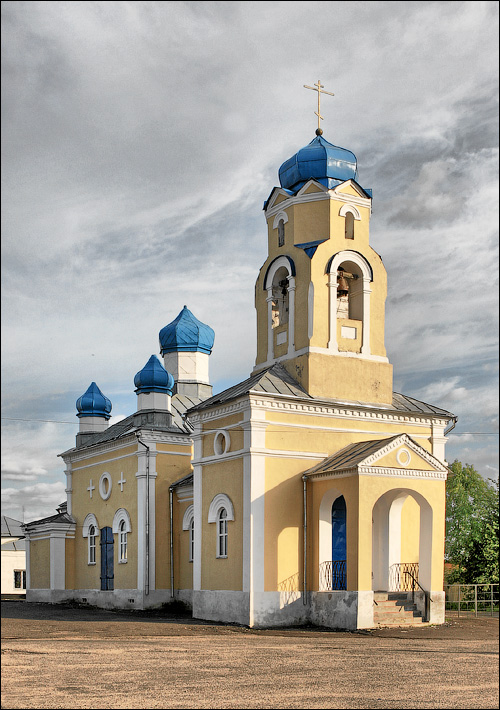
Église de l’Exaltation de la Sainte-Croix
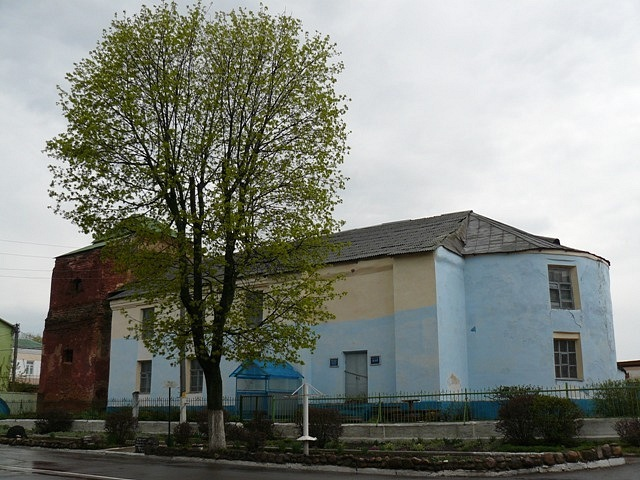
Église de la Sainte-Trinité

- Statue de Piotr Mstislavets
- Autre statue de Piotr Mstislavets

## Personnalités liées à la ville
- Simon Doubnov (Dubnow, 1860-1941), historien et écrivain juif, né à Mstsislaw.
- Eugène Yakovlevitch Remez (1896-1975), mathématicien soviétique.

## Jumelage
- Sillamäe (Estonie)

## Galerie d'images

Patrimoine civil
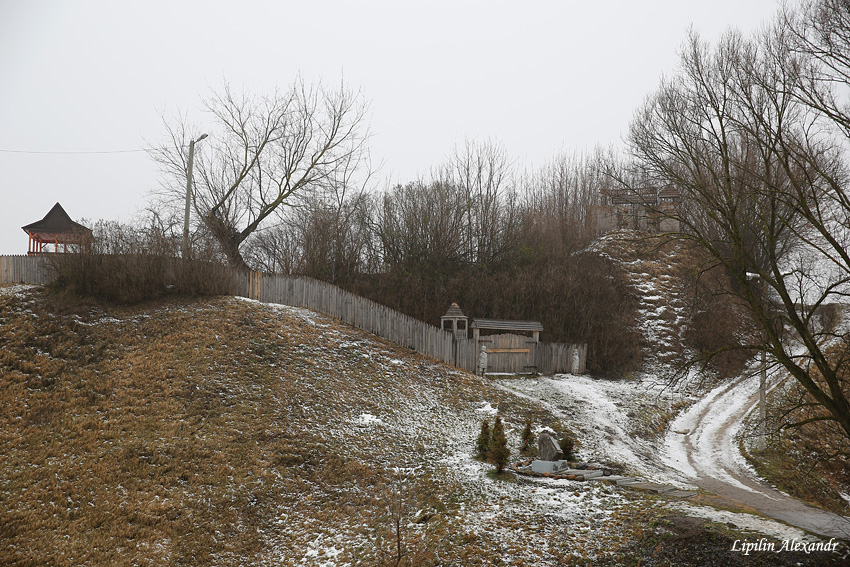
Mont du château
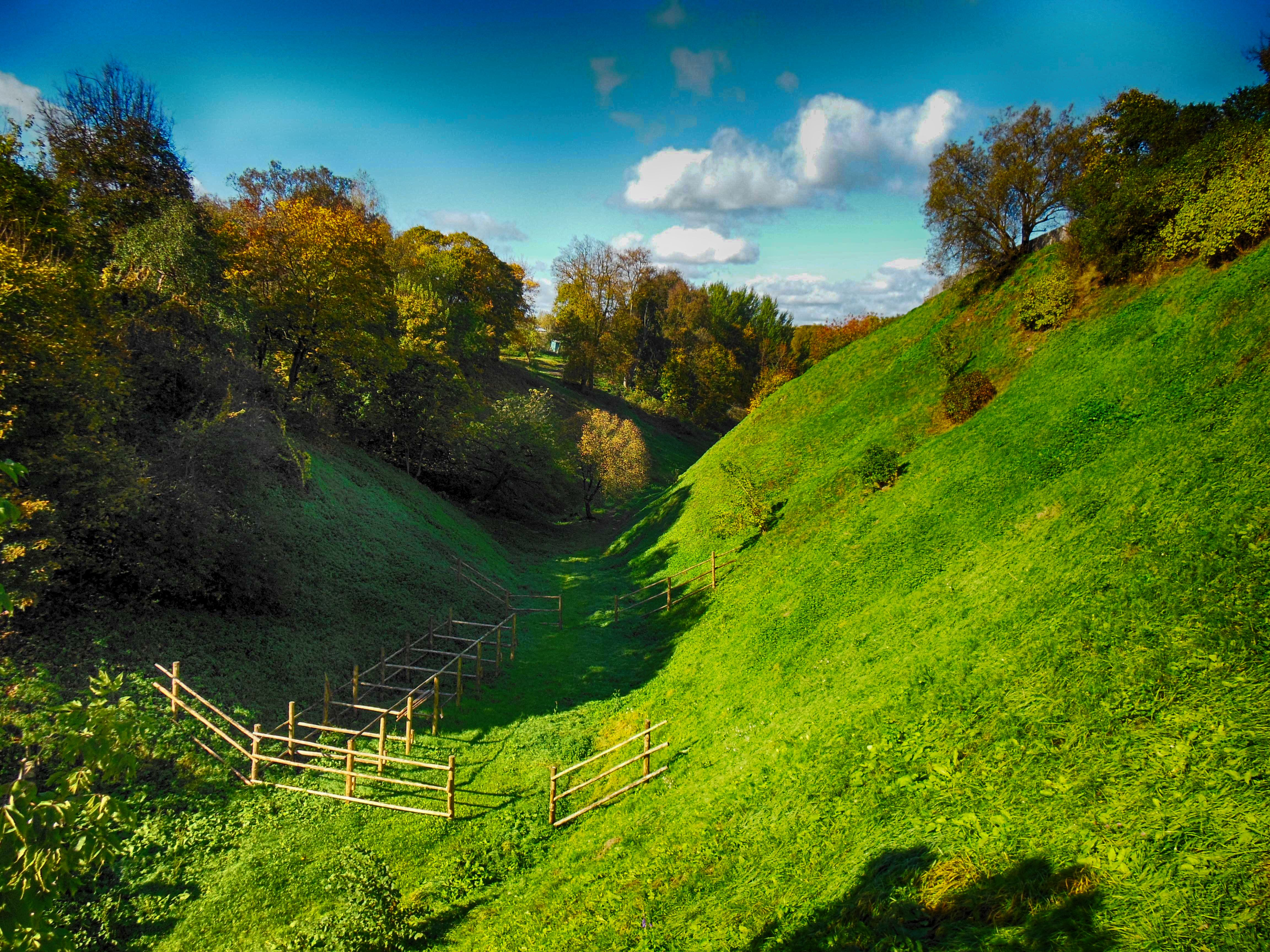
Fossé du château
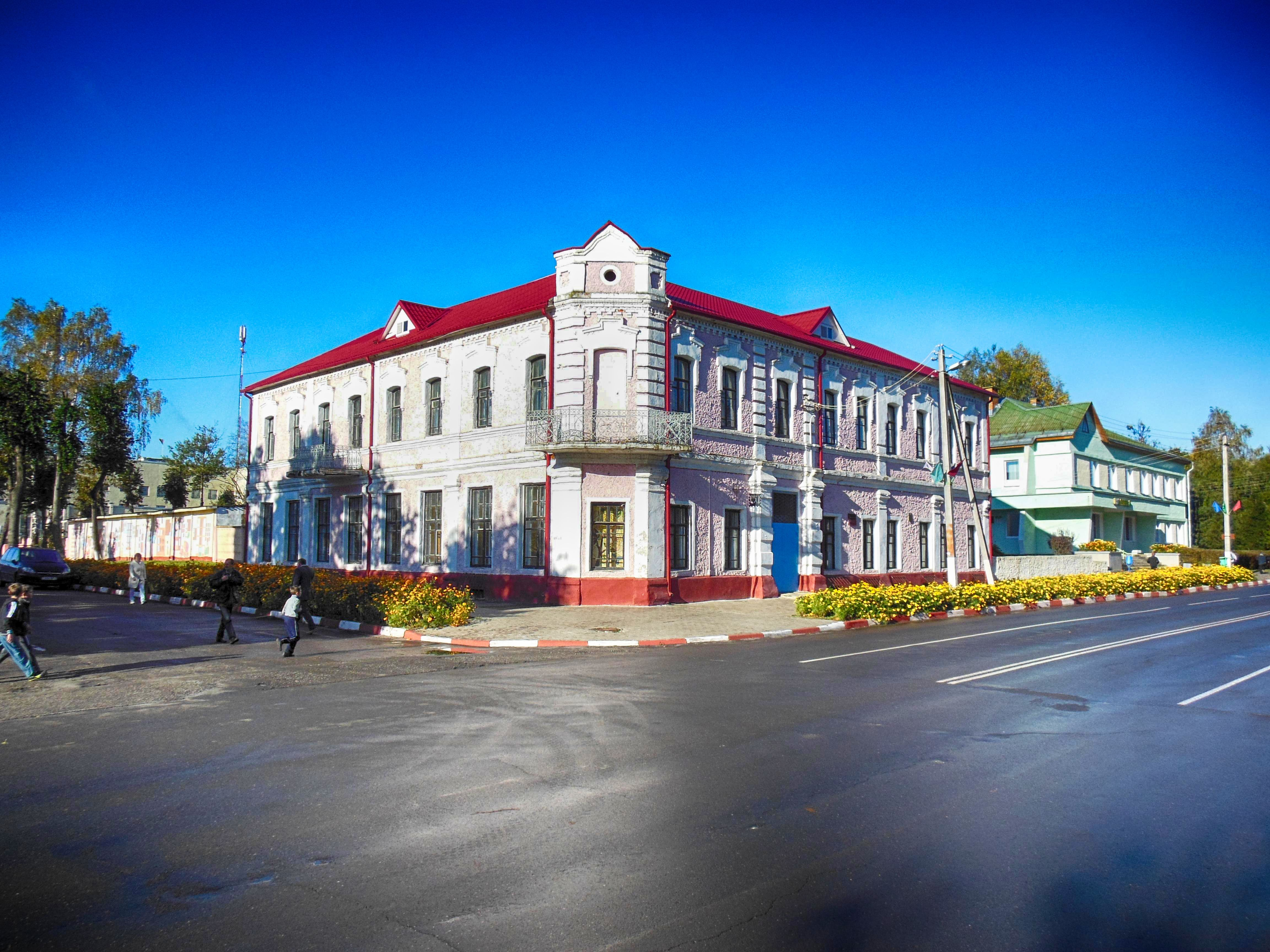
Zemstvo
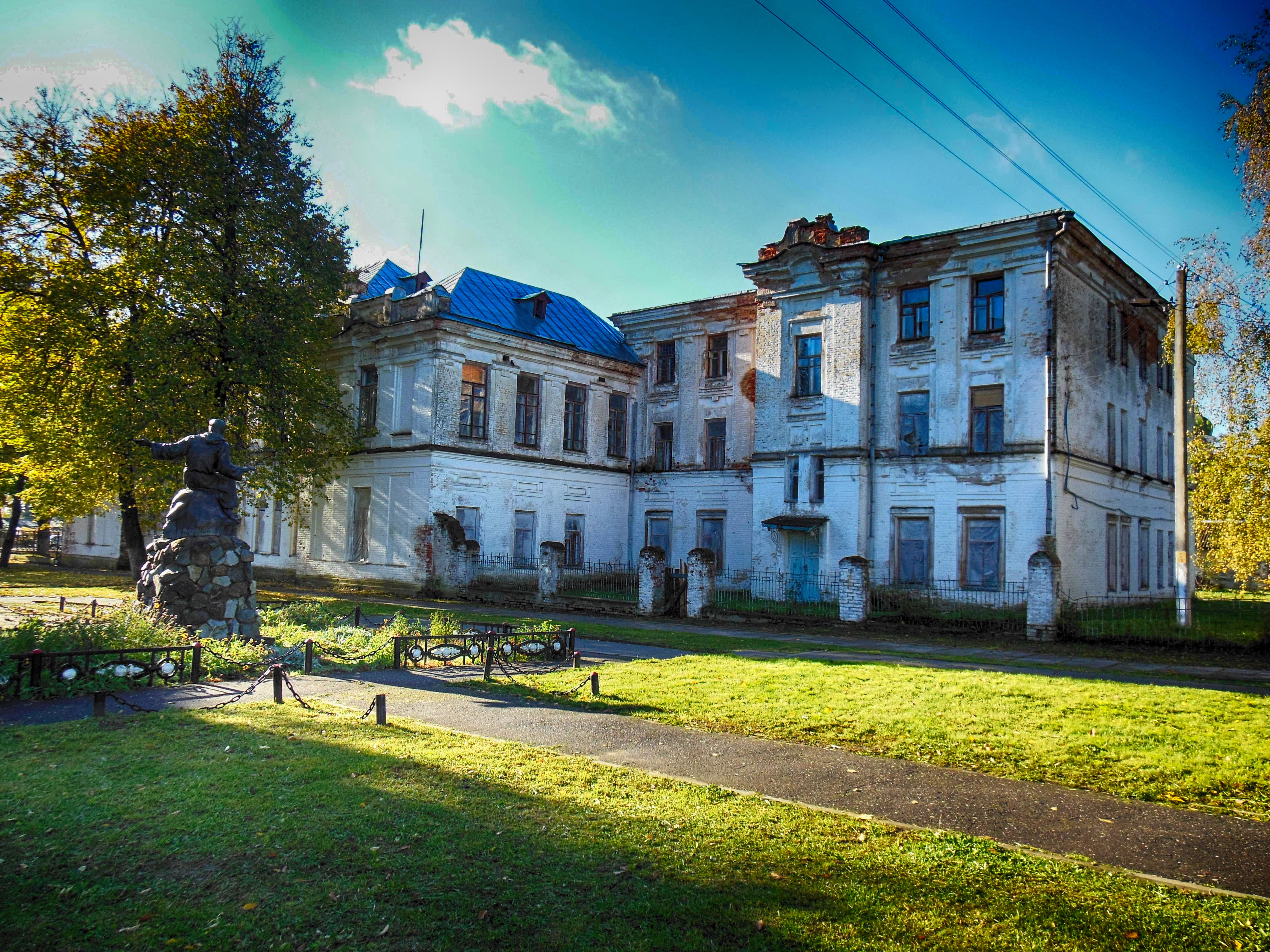
Lycée pour garçons
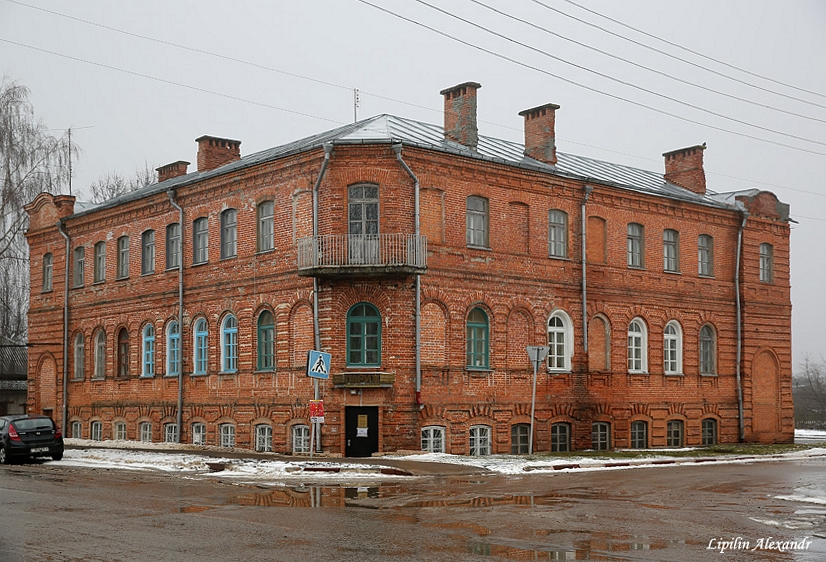
Hôtel « Парыж » (Paris)
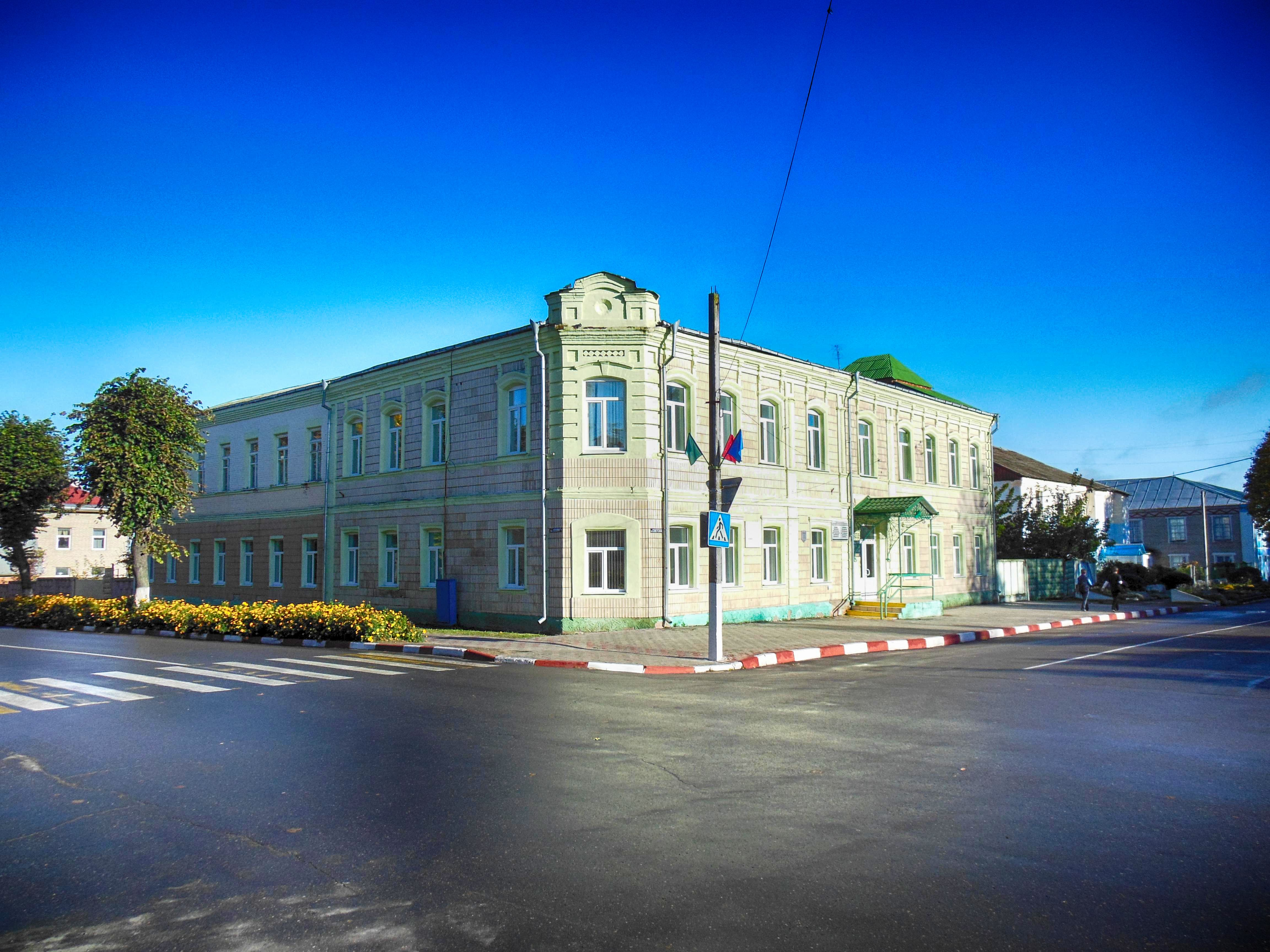
Trésorerie
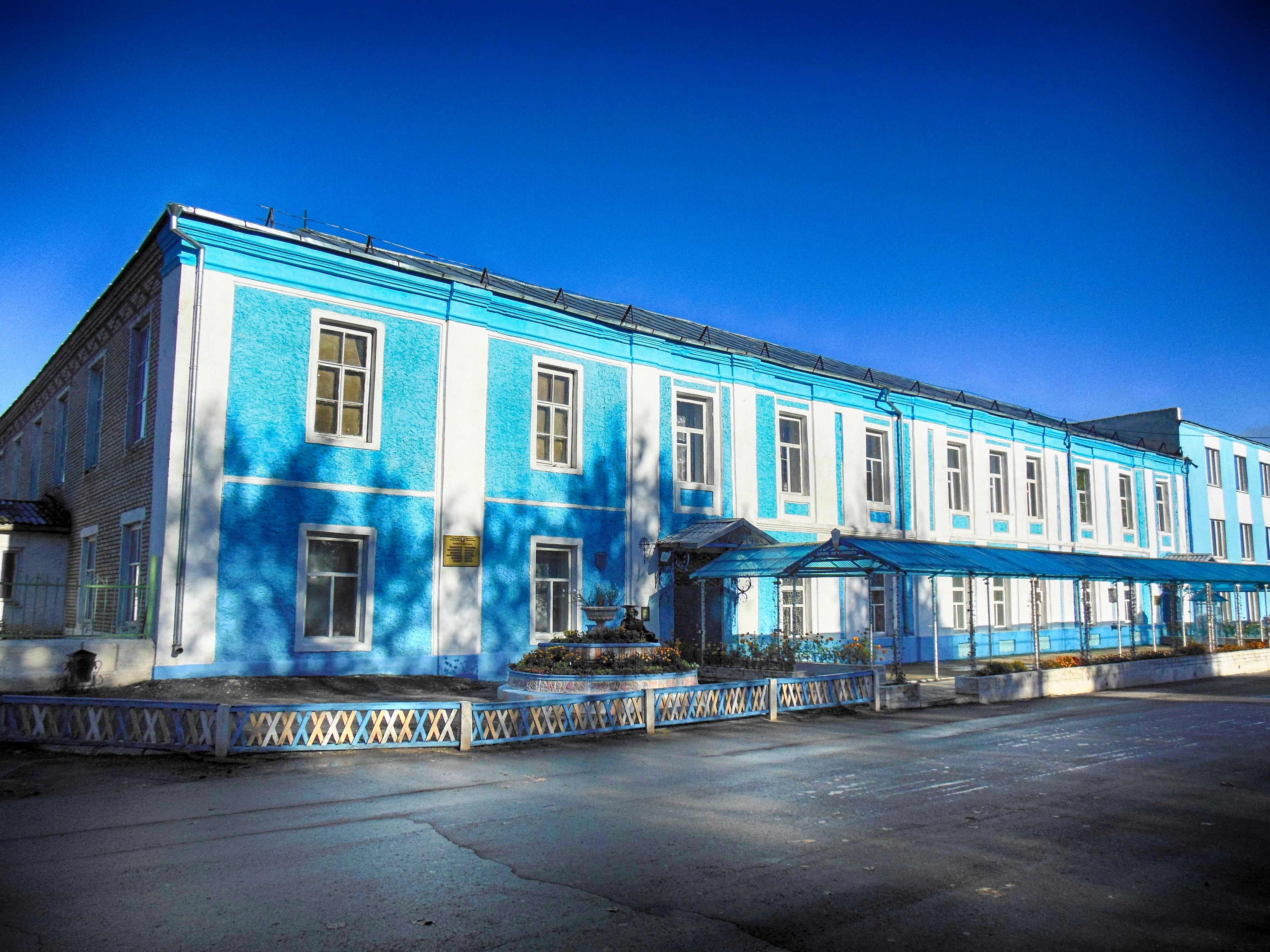
École
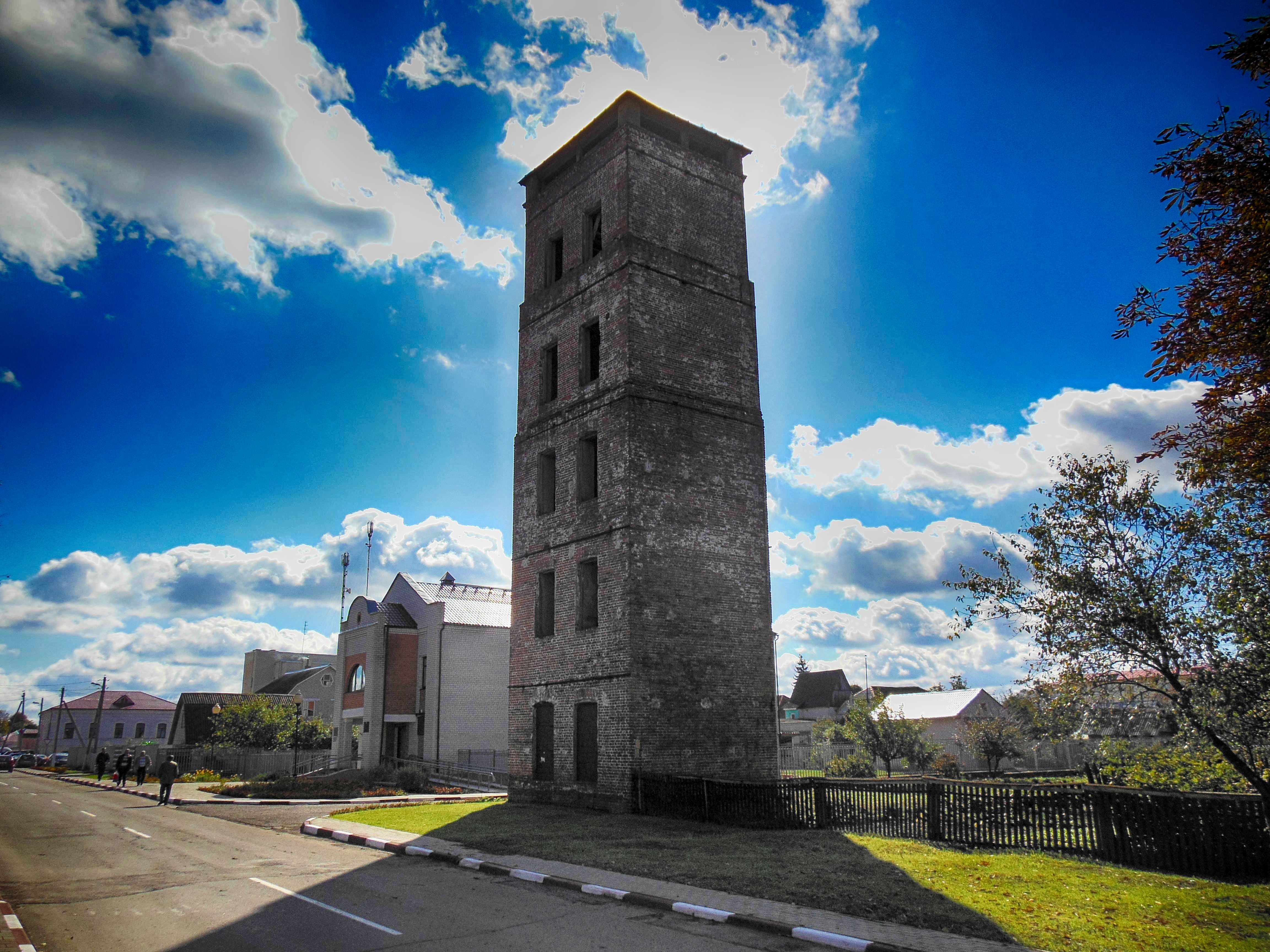
Tour de guet
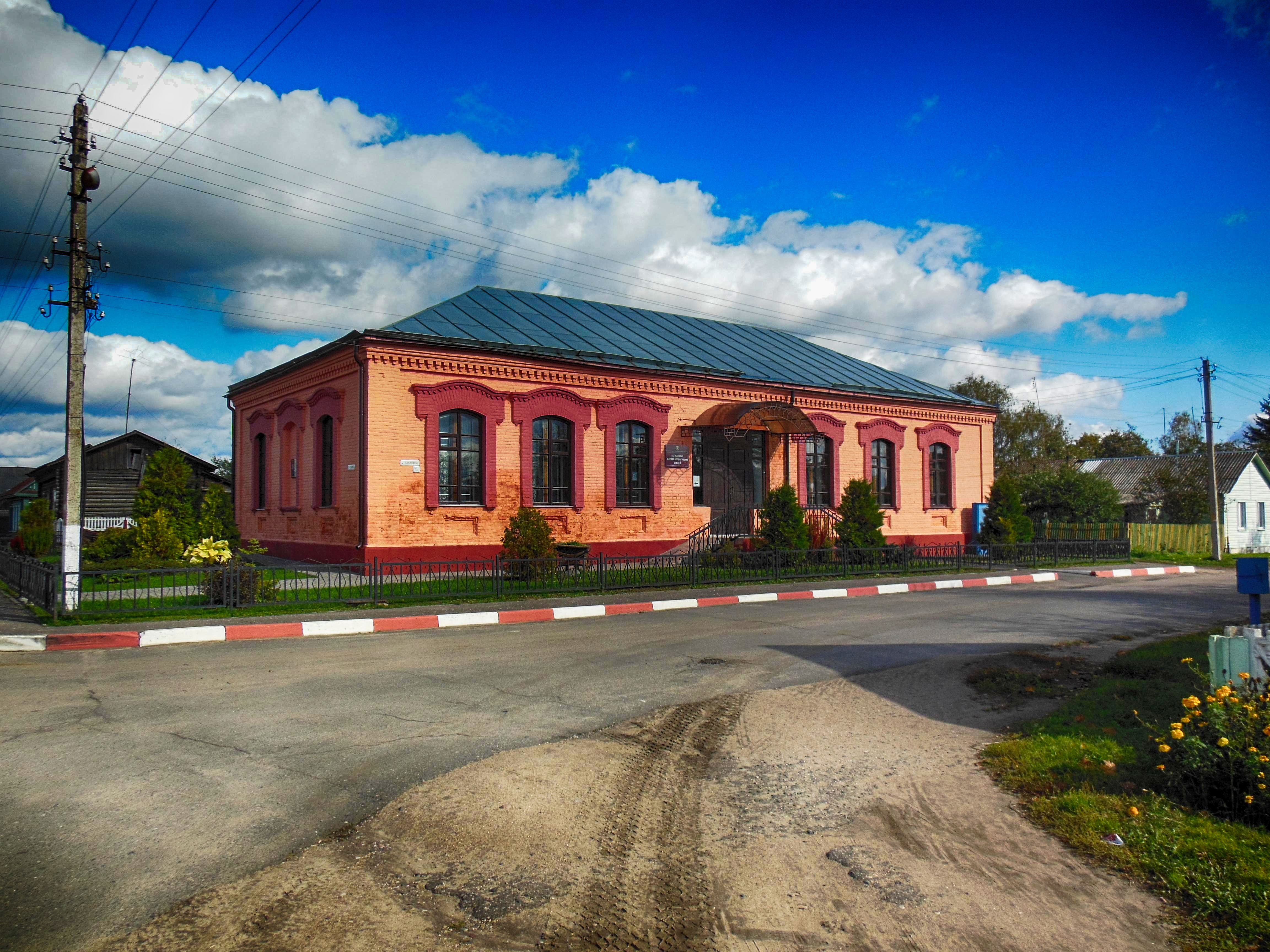
Bureau de poste
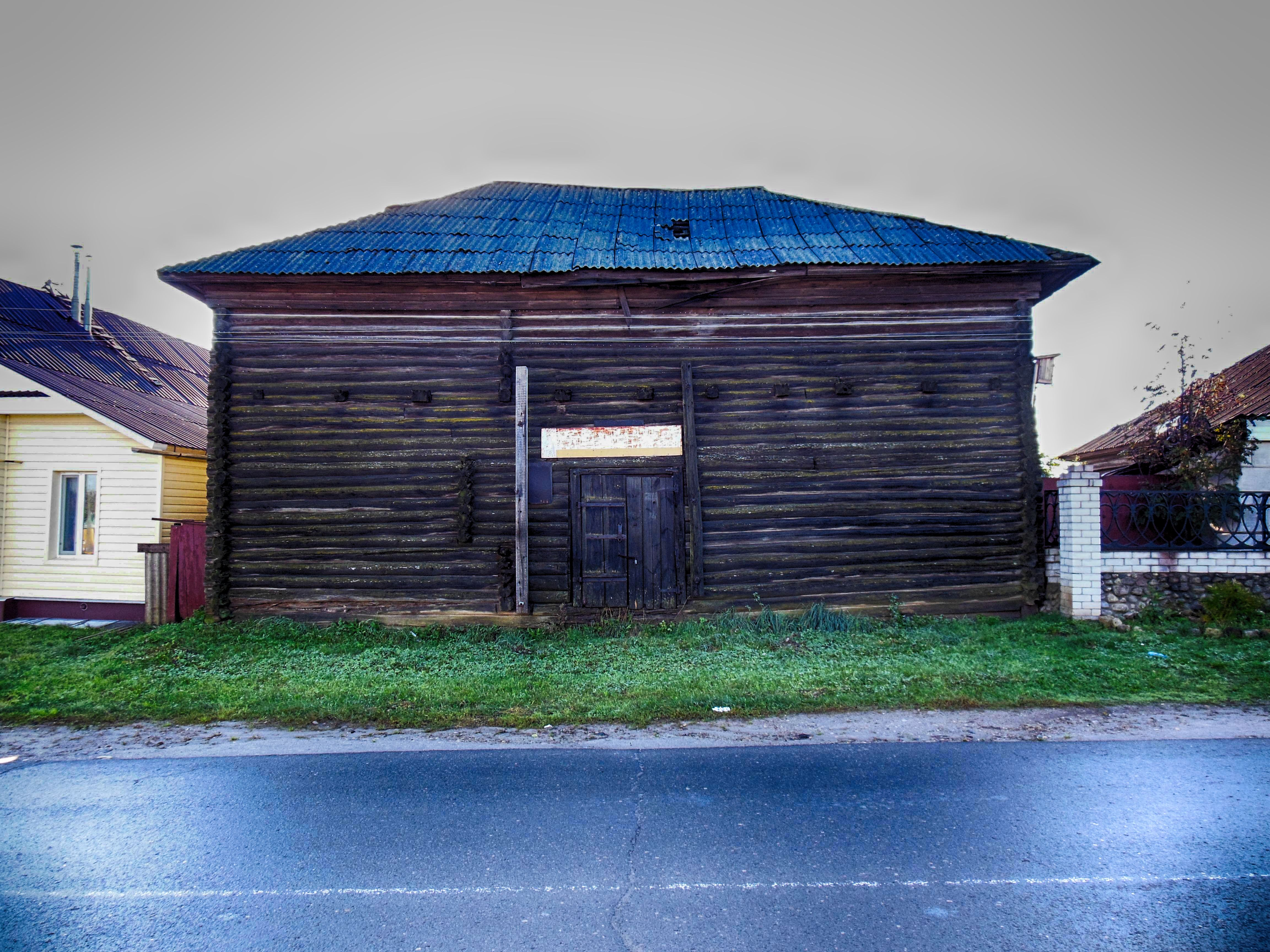
Maison du XIXe siècle